# Tony Newton
Antonio Lloyd "Tony" Newton (Detroit, 1948) es un bajista estadounidense, reconocido por su participación en proyectos de músicos como Tony Williams, John Lee Hooker, Smokey Robinson, Stevie Wonder, Michael Jackson, Joachim Kühn, Gary Moore y Allan Holdsworth.

## Biografía
Newton inició su carrera en la música interpretando el piano desde los siete años, convirtiéndose en músico profesional a los trece y apareciendo junto a artistas de renombre como John Lee Hooker, T-Bone Walker y Little Walter.
Fue descubierto por el ejecutivo de la Motown, Hank Cosby, mientras tocaba en algunos clubes de blues de Detroit a los 18 años. Se convirtió de esta manera en el bajista de la Motortown Revue que salió de gira por el Reino Unido en 1965, en la que tocó con artistas como The Supremes y Smokey Robinson.

## Discografía

### Como líder y colíder
- Mysticism and Romance (1978)
- Let's Be Generous (1991) con Joachim Kühn, Miroslav Tadić y Mark Nauseef
- Oracle (1992)
- Circle of Love (1998)
- ThunderFunkFusion (2012)

Con Smokey Robinson
- Smokey Robinson & the Miracles LIVE! (1969)

Con The Mamas & the Papas
- People Like Us (1971)

Con 8th Day
- I Gotta Get Home (Can't Let My Baby Get Lonely) (1973)

Con Aretha Franklin
- You (1975)

Con The Tony Williams New Lifetime
- Believe It (1975)
- Million Dollar Legs (1976)

Con Joachim Kühn
- Joachim Kühn Band featuring Jan Akkerman & Ray Gómez – Sunshower (1978)
- J. Kühn Band – Don't Stop Me Now (1979)
- Joachim Kühn / Mark Nauseef / Tony Newton / Miroslav Tadic – Let's Be Generous (1991)

Con G-Force
- G-Force (1980)